# Ivan Panin
Ivan Nikolayevitsh Panin  (12 de dezembro de 1855 – 30 de outubro de 1942) foi um imigrante russo nos Estados Unidos que descobriu padrões numéricos nos textos em hebraico e grego dos originais da Bíblia.

## Biografia
Ivan Nikolayevitsh Panin nasceu na Rússia em 12 de dezembro de 1855. Tendo participado em  complôs contra o Czar quando jovem foi exilado para a Alemanha. Viveu cerca de três anos neste país e depois foi para os Estados Unidos. Em 1878 ingressou na Universidade de Harvard e, após 4 anos, formou-se obtendo o grau de Bacharel em Artes (B.A.). Durante seu primeiro ano na universidade fez algumas disciplinas de matemática. Após a graduação ficou conhecido por suas aulas sobre literatura russa. Por este tempo converteu-se do agnosticismo e nihilismo para o cristianismo.
Em 1890 Panin anunciou ter descoberto padrões numéricos no texto em hebraico do livro dos Salmos, e logo depois, no texto grego do Novo Testamento.
Em 1899 o jornal "New York Sun" estivera, durante várias semanas, publicando uma coluna dominical sobre a veracidade do cristianismo e Panin escreveu uma carta a este jornal desafiando os leitores a provar errada a sua tese de que a estrutura numérica das Escrituras demonstrava sua inspiração divina.
A partir daí, até sua morte em 1942, ele dedicou mais de 50 anos de sua vida a, exaustivamente, explorar a estrutura numérica das Sagradas Escrituras, gerando mais de 43.000 páginas manuscritas. Uma parte de suas descobertas foi publicada e ainda é publicada atualmente.
Críticos de seu trabalho duvidam do valor de algumas de suas descobertas e descartam padrões numéricos mais evidentes como produzidos pelo acaso alegando que padrões semelhantes podem ser encontrados em qualquer texto.
Panin usou a edição de Brooke Foss Westcott e Fenton Anthony Hort (Westcott&Hort) do Novo Testamento grego e o Textus Receptus como base para o seu trabalho mas usou também os textos alternativos sugeridos por aqueles autores (W&H).

## Exemplo
Exerto de "O Número Sete", por Ivan Panin.
Genealogia de Jesus (Mateus 1:1–17)
1- O número de palavras que são substantivos é 56, ou 7x8.

2- A palavra grega "δε" é a que ocorre com mais freqüência nesta passagem, 56 vezes, ou 7x8.

3- Também, o número de formas diferentes em que o artigo "δε" ocorre é exatamente 7.

4- Há duas secções principais nesta passagem: verso 1 a 11 e 12 a 17. Na primeira secção o número de palavras do vocabulário grego empregadas é 49, ou 7x7.

5- Destas 49 palavras, o número das que começam com vogal é 28, ou 7x4.

6- O número de palavras começando com consoante é 21, ou 7x3.

7- O total de letras destas 49 palavras é exatamente 266, ou 7x38.

8- O número de vogais entre estas 266 letras é 140, ou 7x20.

9- O número de consoantes é 126, ou 7x18.

10-Destas 49 palavras, o número de palavras que ocorrem mais de uma vez é 35, ou 7x5.

11-O número de palavras que aparecem uma única vez é 14, ou 7x2.

12-O número de palavras que ocorrem em uma única forma é 42, ou 7x6.

13-O número de palavras que ocorrem em mais de uma forma é 7.

14-Destas 49 palavras, o número de palavras que são substantivos é 42, ou 7x6.

15-O número de palavras que não são substantivos é 7.

16-Dos substantivos, 35 são nomes próprios, ou 7x5.

17-Estes 35 nomes são usados 63 vezes, ou 7x9.

18-O número de substantivos masculinos é 28, ou 7x4.

19-Estes substantivos masculinos ocorrem 56 vezes, ou 7x8.

20-O número de substantivos que não são masculinos (isto é, femininos ou neutros) é 7.

21-Três mulheres são mencionadas: Tamar, Raabe e Rute (θαμαρ, ραχαβ e ρουθ). O número de letras gregas nestes nomes é 14, ou 7x2.

22-O número de substantivos compostos é 7.

23-O número de letras gregas nestes 7 substantivos é 49, ou 7x7.

24-Apenas uma cidade é mencionada nesta passagem: Babilônia (βαβυλων), que contém 7 letras.

Há muito mais. Apenas para entender quão improváveis estas propriedades são, tente criar uma genealogia (mesmo ficcional) que atenda os seguintes critérios:

1) O número de palavras tem de ser divisível por 7.

2) O número de letras também tem de ser divisível por 7.

3) O número de vogais e o número de consoantes tem de ser divisível por 7.

4) O número de palavras que começa com uma vogal deve ser divisível por 7.

5) O número de palavras que começa com uma consoante deve ser divisível por 7.

6) O número de palavras que ocorre mais de uma vez deve ser divisível por 7.

7) O número de palavras que ocorre em mais de uma forma deve ser divisível por 7.
 
8) O número de palavras que ocorre em apenas uma forma deve ser divisível por 7.

9) O número de substantivos deve ser divisível por 7.

10) O número de palavras que não são substantivos deve ser 7.

11) O número de nomes próprios deve ser divisível por 7.

12) Apenas 7 palavras devem ser substantivos não próprios.

13) O número de nomes masculinos deverá ser divisível por 7.

14) O número de gerações deverá ser 21 também divisível por 7.

De maneira semelhante, Panin continua em Mateus 1:18-25.

## Citação
Para cada beleza há um olho em algum lugar para ve-la.
 Para cada verdade há um ouvido em algum lugar para ouvi-la.
Para cada amor há um coração em algum lugar para recebe-lo..

– Ivan Panin

## Obras

### Obras publicadas
- 1903: Aphorisms
- 1914: The New Testament from the Greek Text as Established by Bible Numerics. New Haven: Bible Numerics Co.
- 1918: The Writings of Ivan Panin
- 1923: Bible Chronology
- 1934: The Shorter Works of Ivan Panin
- New Testament in the Original Greek. The Text Established By Means of Bible Numerics (1934)
- Bible Numerics
- The Last Twelve Verses Of Mark
- A Holy Challenge For Today - On Revision of the New Testament Text
- Verbal Inspiration Of The Bible Scientifically Demonstrated
- The Inspiration Of The Scriptures Scientifically Demonstrated
- The Inspiration Of The Hebrew Scriptures Scientifically Demonstrated
- The Gospel And The Kingdom - What About Dispensationalism?
- Once In Grace, Always In Grace? - A Review of First Principles

### Cartas publicadas
- 1899: Carta de Ivan Panin ao jornal New York Sun (em inglês) : Inspiration of the Scriptures Scientifically Demonstrated